# Thecla distractus
Thecla distractus är en fjärilsart som beskrevs av Clench 1946. Thecla distractus ingår i släktet Thecla och familjen juvelvingar. Inga underarter finns listade i Catalogue of Life.